# SC Herta Wittenberge
SC Herta Wittenberge was een Duitse voetbalclub uit Wittenberge, Brandenburg.

## Geschiedenis
De club werd opgericht in 1909 als FC Herta 1909 Wittenberge en nam in 1920 de naam SC Herta Wittenberge aan. In 1922 fuseerde de club met MTV Germania 1898 en werd zo TSV Wittenberge, maar deze fusie werd na twee jaar ongedaan gemaakt.
Herta was aangesloten bij de Midden-Duitse voetbalbond en speelde in de competitie van Altmark. Tijdens de Eerste Wereldoorlog nam de club twee keer deel aan de eindronde, waarin verloren werd van Magdeburger FC Viktoria 1896 en FuCC Cricket-Viktoria 1897 Magdeburg. In 1925 eindigde de club samen met FC Viktoria 1909 Stendal op de eerste plaats, maar verloor in de testwedstrijd om de titel. Toch werd Herta afgevaardigd naar de Midden-Duitse eindronde, waar de club FC Salzwedel 09 opzij zette. In de tweede ronde werd de club echter van het veld gespeeld door Wacker Halle met 2:12. Het volgende seizoen werd de club met voorsprong op Viktoria Stendal kampioen. In de eindronde won de club nipt van VfB 07 Klötze en ging dan met 2:5 de boot in tegen SV Viktoria 1903 Zerbst. Tot 1930 eindigde de club in de top drie, maar zakte dan weg naar de middenmoot.
In 1933 werd de competitie geherstructureerd. De Midden-Duitse bond werd ontbonden en de vele competities werden vervangen door de Gauliga Mitte en Gauliga Sachsen. De Altmarkse competitie werd als te zwak bevonden en mocht geen enkele deelnemer leveren, maar de clubs uit Wittenberge werden heringedeeld in de tweede divisie van de veel zwaardere Gauliga Berlin-Brandenburg. 
Na de Tweede Wereldoorlog werden alle Duitse voetbalclubs ontbonden, Herta werd niet meer heropgericht.

## Erelijst
Kampioen Altmark
1914, 1918, 1926